# اس‌ان‌ای‌وی
اس‌ان‌ای‌وی (انگلیسی: SNAV) شرکت ترابری ایتالیایی است.